# Спискові вирази
Спискові вирази (англ. list comprehension) — синтаксична конструкція в деяких мовах програмування, для створення списків застосуванням операцій над уже наявними списками. Вона відповідає математичній нотації побудови множини і замінює використання функцій map та filter.

## Опис
Розгляньмо наступний приклад запису множини:
{\displaystyle S=\{\,2\cdot x\mid x\in \mathbb {N} ,\ x^{2}>3\,\}}
Це можна прочитати як, «{\displaystyle S} множина всіх чисел виду „2 на {\displaystyle x}“, де {\displaystyle x} — елемент з множини натуральних чисел ({\displaystyle \mathbb {N} }), такий що {\displaystyle x} у квадраті більше, ніж {\displaystyle 3}.»
В мові Haskell такий запис множини можна відтворити таким списковим виразом:
```
s
 
=
 
[
 
2
*
x
 
|
 
x
 
<-
 
[
1
..
],
 
x
^
2
 
>
 
3
 
]

```

Тут список [1..] представляє {\displaystyle \mathbb {N} }, x^2>3 представляє предикат, а 2*x — вихідний вираз.
Спискові вирази дають результати в означеному порядку (на відміну від членів множини) і можуть ґенерувати елементи за потребою, а не одразу весь список, дозволяючи таким чином, наприклад, попереднє означення членів нескінченної множини.

## Історія
Мова програмування SETL (кінець 1960-тих) мала інструкції конструювання множин, і система комп'ютерної алґебри AXIOM (1973) мала подібні конструкції, які обробляли потоки, але вперше термін «comprehension» для таких конструкцій був використаний Родом Бурсталом та Джоном Дарлінґтоном в описі мови програмування NPL (1977).
Smalltalk block context messages, якими є спискові вирази, були в цій мові щонайменше з часів Smalltalk-80.
Робота Бурстала та Дарглінґтона з NPL вплинула на багато мов програмування протягом 1980-тих, але не всі з них включали спискові вирази. Винятком була впливова лінива чисто функціональна мова програмування Miranda, випущена в 1985-тому. Розроблена пізніше, теж цілком функціональна мова з лінивими обчисленнями Haskell, увібрала багато особливостей Міранди, включно з списковими виразами. Мова програмування Python теж зазнала сильного впливу лінивих функціональних мов і ввела спискові вирази. Чисті функціональні мови залишаються нішевими, у той час як Python став значно популярнішим і представив спискові вирази ширшій авдиторії.
Спискові вирази пропонувались як нотація запитів до баз даних і були реалізовані в мові запитів Kleisli.

## Приклади в різних мовах програмування
Далі йтимуть приклади синтаксису спискових виразів у різних мовах програмування: Хоча в оригінальному прикладі використовується нескінченний список, виразити його можуть не всі мови, тому в деяких ми покажемо як використати підмножину {\displaystyle \{0,1,...,100\}} замість підмножини {\displaystyle \mathbb {N} }.

### C#
```
var
 
s
 
=

from
 
x
 
in
 
Enumerable
.
Range
(
0
,
 
100
)

where
 
x
 
*
 
x
 
>
 
3

select
 
x
 
*
 
2
;

```

чи
```
var
 
s
 
=
 
Enumerable
.
Range
(
0
,
 
100
).
Where
(
x
 
=>
 
x
*
x
 
>
 
3
).
Select
(
x
 
=>
 
x
*
2
);

```

### Ceylon
```
{ for (x in 0..100) if ( x**2 > 3) x * 2 }

```

### Clojure
Clojure ґенерує нескінченні ліниві послідовності (подібно до Гаскеля, чи ґенераторів Пайтона). Використовуйте take щоб отримати перші N результатів нескінченної послідовности.
```
(
take
 
20
 
(
for
 
[x
 
(
iterate
 
inc
 
0
)
 
:when
 
(
>
 
(
*
 
x
 
x
)
 
3
)
]
 
(
*
 
2
 
x
)))

```

### CoffeeScript
```
 
(
x
 
*
 
2
 
for
 
x
 
in
 
[
0
..
20
]
 
when
 
x
*
x
 
>
 
3
)

```

### Common Lisp
Спискові вирази можуть виражатись за допомогою ключового слова collect макроса loop. Умови виражаються за допомогою if, як показано нижче:
```
(
loop
 
for
 
x
 
from
 
0
 
to
 
100
 
if
 
(
>
 
(
*
 
x
 
x
)
 
3
)
 
collect
 
(
*
 
2
 
x
))

```

Нескінченна лінива послідовність може створюватись різними способами, наприклад за допомогою об'єктів CLOS чи макросом yield.

### Erlang
```
 
S
 
=
 
[
2
*
X
 
||
 
X
 
<-
 
lists
:
seq
(
0
,
100
),
 
X
*
X
 
>
 
3
].

```

### F#
Вирази мають форму [for x in collection do ... yield expr] для списків та seq {for x in collection do ... yield expr} для послідовностей.
```
>
 
seq
 
{
 
for
 
x
 
in
 
0
..
100
 
do

          
if
 
x
*
x
 
>
 
3
 
then
 
yield
 
2
*
x
 
}
 
;;

val
 
it
 
:
 
seq
<
int
>
 
=
 
seq
 
[
4
;
 
6
;
 
8
;
 
10
;
 
...]

```

### Groovy
Groovy підтримує вирази для таких колекцій в Java як list, set, map.
```
s
 
=
 
(
1
..
100
).
grep
 
{
 
it
 
**
 
2
 
>
 
3
 
}.
collect
 
{
 
it
 
*
 
2
 
}

```

Змінна «it» є скороченням неявного параметра замикання. Наступний код є еквівалентом попереднього
```
s
 
=
 
(
1
..
100
).
grep
 
{
 
x
 
->
 
x
 
**
 
2
 
>
 
3
 
}.
collect
 
{
 
x
 
->
 
x
 
*
 
2
 
}

```

### Haskell
```
s
 
=
 
[
 
2
*
x
 
|
 
x
 
<-
 
[
0
..
],
 
x
^
2
 
>
 
3
 
]

```

### Raku
```
my
 
@s
 = (
$_
 * 
2
 
if
 
$_
 ** 
2
 > 
3
 
for
 ^
100
);

```

чи:
```
my
 
@s
 = 
gather
 { 
for
 ^
100
 { 
take
 
2
 * 
$_
 
if
 
$_
 ** 
2
 > 
3
 } };

```

### PowerShell
```
0
..
100
 
|
 
Where 
{
$_
 
*
 
$_
 
-gt
 
3
}
 
|
 
ForEach
 
{
$_
 
*
 
2
}

```

### Python
```
S
 
=
 
[
2
*
x
 
for
 
x
 
in
 
range
(
101
)
 
if
 
x
**
2
 
>
 
3
]

```

### Haskell
- The Haskell 98 Report, chapter 3.11 List Comprehensions [Архівовано 11 листопада 2020 у Wayback Machine.].
- The Glorious Glasgow Haskell Compilation System User's Guide, chapter 7.3.4 Parallel List Comprehensions.
- The Hugs 98 User's Guide, chapter 5.1.2 Parallel list comprehensions (a.k.a. zip-comprehensions).

### OCaml
- OCaml Batteries Included [Архівовано 26 червня 2011 у Wayback Machine.]
- Language extensions introduced in OCaml Batteries Included [Архівовано 3 березня 2016 у Wayback Machine.]

### Python
- Python Reference Manual, chapter 5.2.4 List displays.
- Python Enhancement Proposal PEP 202: List Comprehensions [Архівовано 16 травня 2008 у Wayback Machine.].
- Python Reference Manual, chapter 5.2.5 Generator expressions.
- Python Enhancement Proposal PEP 289: Generator Expressions [Архівовано 6 вересня 2008 у Wayback Machine.].

### Common Lisp
- Implementation of a Lisp comprehension macro [Архівовано 19 липня 2011 у Wayback Machine.] by Guy Lapalme

### Clojure
- Clojure API documentation — for macro [Архівовано 22 липня 2011 у Wayback Machine.]

### Axiom
- Axiom stream examples

### Решта
- SQL-подібні оператори над множинами в Python Cookbook [Архівовано 2 липня 2008 у Wayback Machine.] (англ.)
- Обговорення генераторних списків та пов'язаних конструкцій в Scheme [Архівовано 28 липня 2020 у Wayback Machine.] (англ.)
- Генераторні списки в різних мовах програмування [Архівовано 9 листопада 2020 у Wayback Machine.] (англ.)